# Cosimo e Nicole
Cosimo e Nicole è un film del 2012 diretto da Francesco Amato che ha come protagonisti Riccardo Scamarcio e Clara Ponsot. Il film viene premiato all'unanimità come Miglior Lungometraggio nella sezione Prospettive Italia alla settima edizione del Festival Internazionale del Film di Roma, mentre Paolo Sassanelli si aggiudica il Premio L.A.R.A. come miglior interprete italiano del festival. Nelle scene di concerto, Cosimo e Nicole si avvale della partecipazione straordinaria dei più importanti gruppi rock italiani come Afterhours, Marlene Kuntz, Verdena e Bud Spencer Blues Explosion. In una scena, l'attrice protagonista Clara Ponsot improvvisa sul palco la canzone Respiro di Franco Simone non prevista dal copione.
Prodotto da Cattleya e Rai Cinema, il film è uscito in sala il 29 novembre 2012 distribuito da Bolero. Cosimo e Nicole è il secondo lungometraggio di Francesco Amato, dopo Ma che ci faccio qui! (2006).

## Trama
L'italiano Cosimo e la francese Nicole si amano fin dal giorno del loro primo incontro avvenuto a Genova nel 2001. Giovani e vagabondi, la loro casa è l'Europa intera e la musica la loro più grande passione. Il destino vuole che Genova sia di nuovo sulla loro strada. Qui cominciano a lavorare per un loro amico, un cinquantenne smaliziato che organizza concerti. Tutto sembra andare per il meglio, fino a quando Alioune, un giovane operaio extracomunitario, cade da un'impalcatura. La tragedia sfiorata rischia di incrinare l'amore della coppia ponendola di fronte a due diverse scelte, ognuna delle quali preannuncia loro un diverso futuro. Una storia d'amore che si trova a fare i conti con la realtà, che qui si traduce con il mercato del lavoro nero e il dramma delle morti bianche, ma anche con la ricerca di una realizzazione personale, il sogno di un lavoro e la necessità di scendere a compromessi.

## Produzione
La suggestiva spiaggia sotto la villa Araba è stata uno degli scenari protagonisti della pellicola.

## Promozione
In occasione del passaggio al Festival Internazionale del Film di Roma sono stati diffusi online locandina e immagini del film, seguiti dal trailer.

## Distribuzione
Il film è arrivato nelle sale il 29 novembre 2012, distribuito da Bolero Film. Attualmente disponibile anche nella versione digitale su iTunes e su Sky Cinema On Demand, Cosimo e Nicole è distribuito in DVD e Blu-ray da 01 Distribution.

## Premi e Festival
Al Festival Internazionale del Film di Roma 2012, la giuria composta da Babak Karimi, Anna Negri, Stefano Savona, Zhao Tao e presieduta da Francesco Bruni assegna il premio "Miglior Lungometraggio" della sezione "Prospettive Italia" a Cosimo e Nicole: “Per la storia ispirata ma mai invadente, la sceneggiatura essenziale e capace di evitare tutti i cliché, le interpretazioni degli attori che, generose e ricche di sfumature, consentono a Cosimo e Nicole di Francesco Amato di addentrarsi con precisione sorprendente in quel groviglio di profondità e superficialità, generosità ed egoismo, crudeltà e sofferenza che è la gioventù, specie in questi tempi difficili. Il premio viene attribuito all'unanimità dalla giuria”.
A questo seguono altri riconoscimenti in Italia e all'estero, tra cui l'Est Film Festival, il Festival Italien du Villerupt, Les Rencontres du Cinema Italien di Grenoble, il Festival du Cinema Italien de Bastia, Festival du Film Italien Toulouse e la partecipazione tra gli altri al N.I.C.E Festival di Mosca e San Francisco, al Festival du Film d'Amour de Mons e al Festival De Rome a Paris.
Il Lavazza Italian Film Festival di Sydney 2013 e l'Italian Film Festival New Zealand 2014, oltre ad ospitare il film in rassegna, scelgono un frame di Cosimo e Nicole come immagine manifesto delle rispettive edizioni.
Durante l'edizione 2013 dell'Est Film Festival Cosimo e Nicole si aggiudica il Premio del Pubblico e la Menzione speciale della Giuria composta da Andrea Purgatori, Alessandro Marinelli, Alberto Crespi, Danilo Maestosi e Fabio Brugnoli, che definiscono l'opera “Un film ambizioso, che racconta il disagio di una generazione che si scontra con la crisi economica e sociale e trova nell'amore, nell'impegno e nel confronto con altre culture e altri mondi la forza per immaginare un nuovo progetto di vita”.
La giuria di Villerupt, presieduta dal regista Edoardo Winspeare e formata da Maria Celeste Casciaro, Jérôme Enrico e Guy Aleiden ha assegnato l'Amilcar della Giuria a Cosimo e Nicole con questa motivazione: "Quanti film di una coppia in fuga abbiamo già visto? Tanti. Amato ne fa un altro ma riesce a farlo evitando i cliché del genere, con generosità nella narrazione, sincera passione verso i suoi due personaggi, peraltro interpretati da due grandiosi attori, e grande maestria nella messa in scena. Genova è affascinante e ci si chiede perché non ci sono tanti film ambientati nella Superba e in generale lo spettatore è coinvolto in modo sensuale nell'universo anarchico dei due giovani. L'amour fou fra Cosimo e Nicole ci contagia con la sua energia esuberante, la sua fine ci fa disperare, la loro bontà e il loro ritrovarsi innamorati ci fa commuovere".

## Critica
L'atteggiamento della critica nei confronti del film al festival del Film di Roma è stato subito positivo, come racconta Claudia Morgoglione de La Repubblica: "Che bello sentire un film italiano applaudito alla proiezione mattutina per addetti ai lavori, qui al festival. A dimostrazione che nelle sale dell'Auditorium non ci sono critici preventivamente ostili ma solo persone che - in modi a volte troppo rumorosi, con toni in certi casi un po' forti - manifestano liberamente le proprie opinioni. E infatti questa stessa platea, reduce dalle contestazioni di alcune pellicole passate nei giorni scorsi, oggi tributa un applauso sentito a Cosimo e Nicole di Francesco Amato".
"Davvero vissuto e ben diretto” secondo Il Corriere della sera, “Una storia alla Ken Loach… Due come Cosimo e Nicole ci piacerebbe conoscerli. Nei film italiani è una rarità” per Il Messaggero. Il manifesto trova in Cosimo e Nicole “La possibile ricerca di un orizzonte diverso da quello un po' due-camere-cucina che così a lungo ha caratterizzato il nostro cinema”, mentre la rivista CIAK lo definisce “Avvincente, romantico e per nulla banale, è la fresca testimonianza di un'idea di cinema lontana dalle etichette e dai nazionalismi a vantaggio di uno sguardo libero e personale. Generosi Scamarcio e la 'deb' Ponsot." “Una storia che parla d'amore, rock e immigrati, con uno Scamarcio scatenato. Fresco e sorprendente" (TV Sorrisi e Canzoni), “Il film racconta con stile vivace una storia e una coppia non convenzionali, tra ostacoli che ne cambiano il destino. Un film vivo” (Tu Style).